# Наказные и войсковые атаманы Оренбургского казачьего войска
Наказные и войсковые Атаманы Оренбургского казачьего войска

## Командиры Оренбургского нерегулярного корпуса (назначаемые)
1. Сотник Шилов, Матвей — 1744—1748
2. Полковник Могутов, Василий Иванович — 1748—1778
3. Полковник Углицкий, Андрей Андреевич — 1781—1794 (был избран войсковым атаманом и утверждён в должности командира корпуса Екатериной II)
4. Полковник Гранкин, Дмитрий Андреевич — 1794—1795 (аналогично предыдущему)
5. Подполковник Уваров, Василий — 1795—1797 (был избран войсковым атаманом, утверждён в должности командира корпуса Павлом I)

## Войсковые (избираемые) атаманы Оренбургского войска
1. Кирсанов, Сидор Фомич — 1778—1781
2. Генерал-майор Углицкий, Андрей Андреевич — 1798—1808
3. Полковник Никифоров — 1808
4. Полковник Углицкий, Василий Андреевич — 1808—1811
5. Майор Углицкий, Михаил Андреевич — 1812—1814
6. Генерал-майор Углицкий, Василий Андреевич — 1815—1821

1. Генерал-майор Мальцев, Николай Петрович — 1917
2. Полковник Дутов, Александр Ильич — 1917—1920

## Командующие Оренбургским войском (назначаемые)
1. Полковник Тимашев, Егор Николаевич — 1822—1830
2. Генерал-майор Энгельгардт, Адам Густавович — 1831—1834
3. Подполковник Подуров, Иван Васильевич — 1834
4. Генерал-майор Гельд, Адольф Адамович — 1835
5. Генерал-майор Шуцкий, Николай Васильевич — 1835—1839
6. Генерал-майор Молоствов, Владимир Порфирьевич — 1839—1841

## Наказные (назначаемые) атаманы Оренбургского войска
1. Генерал-майор Покатилов (Покотилов) Василий Осипович-1833 -1838
2. Генерал-майор Молоствов, Владимир Порфирьевич — 1841
3. Генерал-лейтенант Цукато, Николай Егорович — 1841—1848
4. Генерал-майор Жуковский, Григорий Васильевич — 1848—1852
5. Генерал-майор Подуров, Иван Васильевич — 1853—1859
6. Генерал-майор Толстой, Илья Андреевич — 1859—1863
7. Генерал-майор Зворыкин, Павел Васильевич — 1863—1865
8. Генерал-майор Зенгбуш, Егор Иванович — 1865
9. Генерал-лейтенант Боборыкин, Константин Николаевич — 1865—1875
10. Генерал-майор Зенгбуш, Егор Иванович — 1875—1878
11. Генерал-майор Мясоедов, Сергей Иванович — 1878
12. Генерал-лейтенант Астафьев, Михаил Иванович — 1878—1884
13. Генерал-лейтенант Маслаковец, Николай Алексеевич — 1884—1891
14. Генерал-майор Ершов, Владимир Иванович — 1892—1899
15. Генерал-лейтенант Барабаш, Яков Фёдорович — 1899—1906
16. Генерал-майор Таубе, Фёдор Фёдорович — 1906
17. Генерал-лейтенант Ожаровский, Владимир Фёдорович — 1906—1911
18. Генерал-лейтенант Сухомлинов, Николай Александрович — 1911—1915
19. Генерал от кавалерии Сахаров, Владимир Викторович — 1915
20. Генерал-лейтенант Тюлин, Михаил Степанович — 1915—1917